# لينارت سكوغلاند
لينارت سكوغلاند (بالسويدية: Nacka Skoglund)‏ (مواليد 24 ديسمبر 1929) هو لاعب كرة قدم. يلعب مع منتخب السويد لكرة القدم. سبق له أن لعب في كأس العالم لكرة القدم مع منتخب بلاده.

## مسيرته الكروية
لعب لينارت سكوغلاند خلال مسيرته الاحترافية مع 5 أندية في اثنين وعشرين موسمًا وسجل خلالها 100 هدف ضمن 439 مباراة. حيث فاز في موسم واحد بالكأس وفي موسمين بالدوري.
خاض لينارت سكوغلاند مسيرته مع نادي هاماربي لكرة القدم في موسم 1946–47 في المرة الأولى ليلعب معه أربعة مواسم ثم في موسم 1964 ليلعب معه أربعة مواسم، مشاركًا طوالها في 110 مباراة سجل خلالها 30 هدف. ثم انتقل إلى نادي إنتر ميلان في موسم 1950–51 ليلعب معه تسعة مواسم، حيث شارك في 240 مباراة سجل خلالها 53 هدفًا. لينتقل بعدها إلى نادي سامبدوريا في موسم 1959–60 واستمر معه طيلة ثلاثة مواسم، مشاركًا في 78 مباراة سجل خلالها 15 هدفًا. ثم انتقل إلى نادي باليرمو في موسم 1962–63 لمدة موسم واحد، مشاركًا في 6 مباريات ولم يسجل أي هدف.

## روابط خارجية
- لينارت سكوغلاند على موقع ميوزك برينز (الإنجليزية)
- لينارت سكوغلاند على موقع ديسكوغز (الإنجليزية)
- لينارت سكوغلاند على موقع الاتحاد الدولي (مؤرشف)  (الإنجليزية)
- لينارت سكوغلاند على موقع قاعدة بيانات كرة القدم.إي يو (الإنجليزية)
- لينارت سكوغلاند على موقع ناشيونال فوتبول تيمز (الإنجليزية)
- لينارت سكوغلاند على موقع عالم كرة القدم.نت (الإنجليزية)